# Старикова (деревня)
Ста́рикова — деревня в Каменском районе Свердловской области России, на границе с Челябинской областью. Входит в Каменский муниципальный округ.
Ранее деревня входила в состав Маминского сельсовета Каменского района.

## География
Деревня Старикова расположена в 31 километре (по дорогам в 44 километрах) к западо-юго-западу от города Каменска-Уральского. Относится к Маминской сельской администрации.
Деревня находится между озёрами Карасье (с восточной стороны) и Стариково (с западной стороны), бассейн реки Багаряк. Берега местами заболочены, есть песчаные пляжи, гнездится водоплавающая птица.
К северу от деревни Стариковой, через село Маминское, проходит дорога, соединяющая автомагистрали Екатеринбург — Курган и Екатеринбург — Челябинск. От соединяющей трассы через соседнее село Троицкое к деревне ведёт подъздная дорога. Она продолжается далее, до деревни Подкорытовой, расположенной приблизительно в трёх-четырёх километрах южнее. Деревни разделяет небольшой лес, по которому проходит граница межлу Свердловской и Челябинской областями. В деревне Подкорытовой расположено озеро Юлаш.

## История
Возникла после картографирования А. Кичигиным в 1734 году. Постоянно связана с селом Троицким (Исток). До 1926 года здесь выращивали арбузы и дыни. Известно, что стариковцы выращивали арбузы, продавали их по всем заводам Среднего Урала. Так, «20 сентября 1879 года в „Пьяном бору“ были убиты стариковцы Игнатий и Александр Ладейщиковы, продававшие арбузы в Невьянске».
Преобладали фамилии Стариковых, Ладейщиковых, Портнягиных.
В 1928 году было 247 дворов с населением 1182 человека. С 1960 года бригада совхоза «Мамино». От деревни осталось несколько домов.
До 3 ноября 1923 года деревня находилась в составе Пермской губернии, Екатеринбургского уезда, входила в Покровскую волость. После объединения губерний в 1923 году вошла в состав Стариковского сельсовета Багарякского района Шадринского округа Уральской области, в составе которой находилась до 1934 года. 17 января 1934 года, после упразднения Уральской области, вошла в состав Челябинской области. 14 января 1952 года Стариковский сельсовет Багарякского района Челябинской области объединён с Троицким сельсоветом Покровского района Свердловской области в один Троицкий сельсовет, в составе Покровского района Свердловской области.

## Население
| 1869 | 1904  | 1908  | 1926  | 2002 | 2010 | 2021 |
| ---- | ----- | ----- | ----- | ---- | ---- | ---- |
| 1078 | ↘1053 | ↗1110 | ↗1184 | ↘102 | ↘90  | ↘75  |

Структура
- По данным 1904 года, в деревне был 191 двор с населением 1053 человека (мужчин — 513, женщин — 540), все русские[11].
- По данным переписи населения 1926 года, в деревне Стариковой было 247 дворов с населением 1184 человек (мужчин — 557, женщин — 627), все русские[12].
- По данным переписи населения 2002 года, русские составляли 87 % от общего числа жителей деревни, башкиры — 12 %[13].
- По данным переписи населения 2010 года, в деревне проживали 90 человек — 43 мужчины и 47 женщин[14].

## Транспорт
Дважды в сутки ходит пригородный автобус по маршруту № 111 (Каменск-Уральский — Старикова).